# Wahl zum 21. Landtag von Schleswig-Holstein

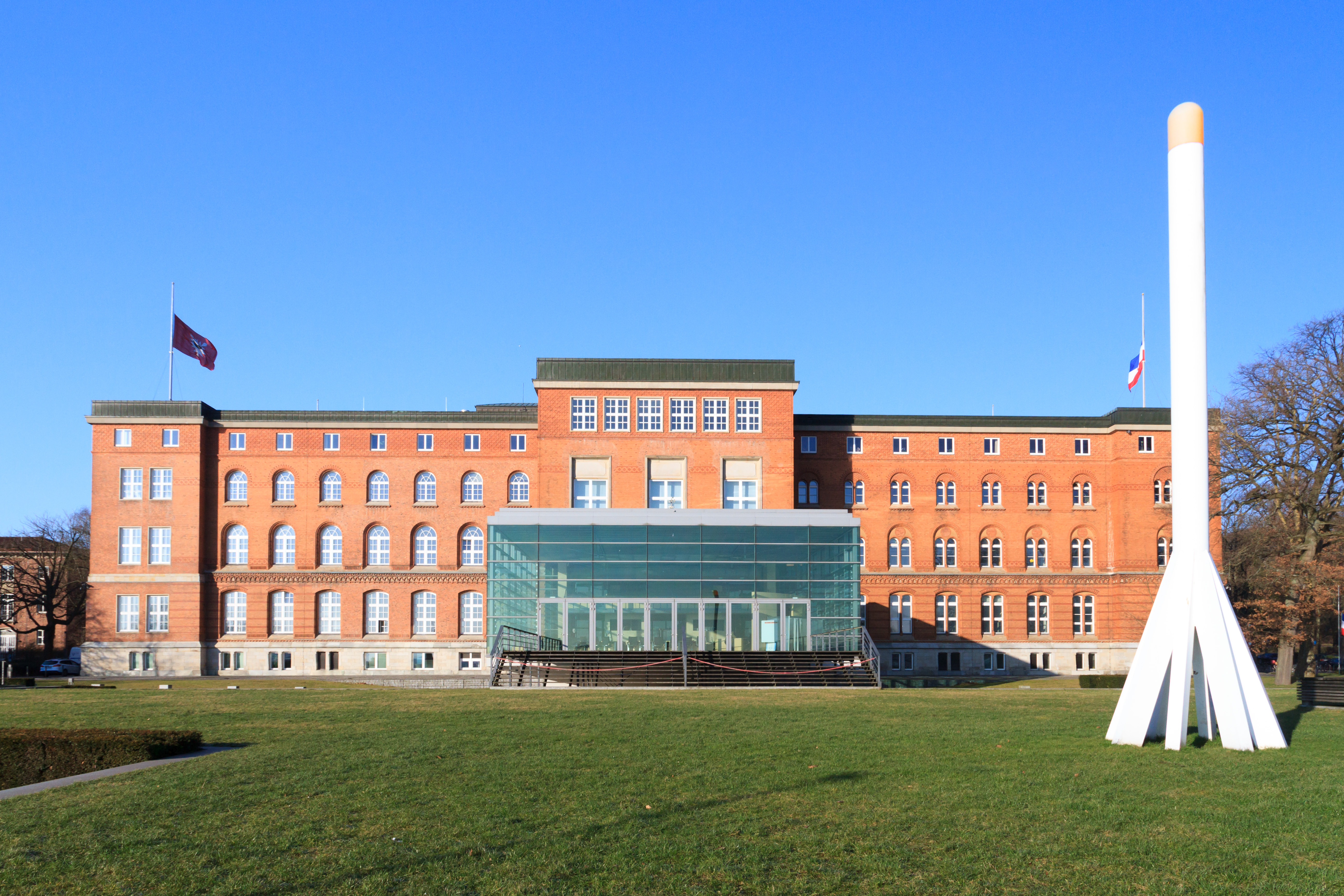
Landtag in Kiel

Die Wahl zum 21. Schleswig-Holsteinischen Landtag findet bei regulärem Ablauf der Legislaturperiode voraussichtlich im Frühjahr 2027 statt.

## Wahltermin
Artikel 19 der Verfassung des Landes Schleswig-Holstein legt fest, dass der Landtag auf fünf Jahre gewählt wird. Eine reguläre Neuwahl findet frühestens 58 und spätestens 60 Monate nach Beginn der Wahlperiode statt.
Der 20. Schleswig-Holsteinische Landtag konstituierte sich am 7. Juni 2022. Somit kommen für eine reguläre Neuwahl alle Sonn- und Feiertage zwischen dem 11. April 2027 und dem 6. Juni 2027 infrage.

## Wahlrecht und Wählbarkeit
Wahlberechtigt sind Deutsche, die am Wahltag
- mindestens 16 Jahre alt sind,
- seit mindestens sechs Wochen in Schleswig-Holstein eine Wohnung haben oder sich – ohne eine Wohnung außerhalb des Landes zu haben – sonst gewöhnlich im Land aufhalten,
- nicht infolge Richterspruchs vom Wahlrecht ausgeschlossen sind.

Für die Wählbarkeit liegt das Mindestalter bei 18 Jahren und muss die Wohnung oder der sonstige gewöhnliche Aufenthalt im Land seit mindestens drei Monaten bestehen.

## Wahlmodus

Wahlkreise seit Mai 2015

Die seit 2015 gültige Einteilung des Landes in 35 Wahlkreise gilt voraussichtlich auch für die Landtagswahl 2027. In jedem Wahlkreis wird ein Abgeordneter mit der Erststimme direkt gewählt. Der Landtag besteht ohne mögliche Überhang- und Ausgleichsmandate aus 69 Abgeordneten.
Die Sitze werden nach dem Sainte-Laguë-Verfahren proportional auf die Parteien verteilt. Maßgeblich für diese Verteilung sind die Zweitstimmen. Es gilt die Fünf-Prozent-Hürde. Parteien der dänischen Minderheit sind hiervon ausgenommen, was für den SSW zutrifft. Treten Überhangmandate auf, erhalten die anderen Parteien Ausgleichsmandate, um eine proportionale Sitzverteilung zu gewährleisten.
Nicht im Landtag oder mit in Schleswig-Holstein gewählten Abgeordneten im Bundestag vertretene Parteien müssen für eine Teilnahme mit Landesliste 1.000 Unterstützungsunterschriften erbringen (Kreiswahlvorschlag: 100).

## Ausgangslage

### Vorherige Landtagswahl 2022
Bei der Landtagswahl 2022 siegte die CDU unter Ministerpräsident Daniel Günther deutlich und erreichte mit 43,4 Prozent der Stimmen und einem Zuwachs von mehr als elf Prozentpunkten ihr bestes Ergebnis bei einer Landtagswahl in Schleswig-Holstein seit 39 Jahren. Sie verfehlte mit 34 von 69 Sitzen die absolute Mehrheit der Mandate im Landtag um nur einen Sitz. Erstmals zweitstärkste Kraft wurden die Grünen mit über fünf Prozentpunkten Zugewinn und 18,3 Prozent der Zweitstimmen.
Ihr historisch schlechtestes Ergebnis erreichte die SPD mit nur noch 16 Prozent der Zweitstimmen und zwölf Landtagsmandaten. Ebenfalls Verluste verzeichnete die FDP, die mehr als fünf Prozentpunkte verlor. Der von der Fünf-Prozent-Hürde befreite SSW erreichte dagegen sein historisch bestes Ergebnis und zog mit 5,7 Prozent der Zweitstimmen in den Landtag ein. Den Wiedereinzug ins Parlament verpasste dagegen die AfD mit 4,4 Prozent.
Nach der Wahl sprach Daniel Günther mit den Grünen und der FDP. Sein Ziel war die Fortsetzung der amtierenden Jamaika-Koalition. Nachdem diese Sondierungen gescheitert waren, lud die CDU die Grünen zu ersten Gesprächen für die Bildung einer schwarz-grünen Koalition ein.

### Bisher im Landtag vertretene Parteien
| Fraktion / Landesverband | Fraktion / Landesverband                    | Kurzbe- zeichnung | Sitze |
| ------------------------ | ------------------------------------------- | ----------------- | ----- |
|                          | Christlich Demokratische Union Deutschlands | CDU               | 34    |
|                          | Bündnis 90/Die Grünen                       | GRÜNE             | 14    |
|                          | Sozialdemokratische Partei Deutschlands     | SPD               | 12    |
|                          | Freie Demokratische Partei                  | FDP               | 5     |
|                          | Südschleswigscher Wählerverband             | SSW               | 4     |

## Umfragen

### Sonntagsfrage
| Institut        | Datum      | CDU    | Grüne  | SPD    | FDP   | SSW   | AfD    | Linke | BSW   | Sonst. |
| --------------- | ---------- | ------ | ------ | ------ | ----- | ----- | ------ | ----- | ----- | ------ |
| Bundestagswahl  | 23.02.2025 | 27,6 % | 14,9 % | 18,8 % | 4,7 % | 4,0 % | 16,3 % | 7,8 % | 3,4 % | 2,6 %  |
| INSA            | 22.01.2025 | 39 %   | 13 %   | 16 %   | 4 %   | 6 %   | 14 %   | —     | 3 %   | 5 %    |
| Europawahl      | 09.06.2024 | 30,2 % | 15,4 % | 16,7 % | 6,3 % | —     | 12,2 % | 2,3 % | 4,1 % | 12,8 % |
| INSA            | 15.11.2023 | 40 %   | 16 %   | 15 %   | 6 %   | 6 %   | 12 %   | —     | —     | 5 %    |
| Infratest dimap | 27.04.2023 | 38 %   | 17 %   | 15 %   | 8 %   | 7 %   | 8 %    | —     | —     | 7 %    |
| INSA            | 25.04.2023 | 39 %   | 17 %   | 16 %   | 8 %   | 7 %   | 7 %    | 2 %   | —     | 4 %    |
| Wahl 2022       | 08.05.2022 | 43,4 % | 18,3 % | 16,0 % | 6,4 % | 5,7 % | 4,4 %  | 1,7 % | —     | 4,2 %  |